# Parafroneta confusa
Parafroneta confusa är en spindelart som beskrevs av A. David Blest 1979. Parafroneta confusa ingår i släktet Parafroneta och familjen täckvävarspindlar. Inga underarter finns listade i Catalogue of Life.